# Österreichisches Interregnum
Als Österreichisches Interregnum bezeichnet man die Zeit zwischen 1246 und 1256 bzw. 1278 oder 1282. Das ist jener Zeitraum, in dem in Österreich die Babenberger ausstarben und die Habsburger an die Macht kamen.
Nachdem der kinderlose Friedrich II. am 15. Juni 1246 in der Schlacht an der Leitha gefallen war, waren mit ihm die Babenberger im Mannesstamm ausgestorben.
Da das Privilegium Minus auch die weibliche Erbfolge vorsah, waren nun seine Schwester Margarete und seine Nichte Gertrud von Österreich erbberechtigt. Als die Herzogtümer Margarete zugesprochen waren, heiratete sie den mehr als zwanzig Jahre jüngeren Ottokar Přemysl, woraufhin Österreich zu einem Konfliktfeld zwischen den Přemysliden und den Arpaden wurde, bei dem sich Ottokar durchsetzen konnte und 1256 zum Herzog von Österreich, der Steiermark und Kärntens wurde. Allerdings beanspruchten auch die Wittelsbacher das Herzogtum Österreich. 
Rudolf, seit 1273 der erste König aus dem Hause Habsburg, beanspruchte Österreich als heimgefallenes Lehen. Da Ottokar II. sowohl das Königtum Rudolfs nicht anerkannte als auch die Herausgabe Österreichs verweigerte, kam es zunächst zur Ächtung des Böhmenkönigs und schließlich zur kriegerischen Auseinandersetzung, in der Ottokar in der Schlacht bei Dürnkrut 1278 sein Leben verlor. Am 17. Dezember 1282 belehnte König Rudolf auf dem Reichstag von Augsburg seinen Sohn Albrecht I. mit dem Herzogtum.

## Andere „Österreichische Interregna“
- Der ungarische König Matthias Corvinus eroberte  in den Ungarnkriegen weite Teile Österreichs, die er 1485–1490 von Wien aus beherrschte.

- Nach dem Tod Karl VI.  im Jahr 1740 war bis 1745 der Wittelsbacher Karl Albrecht von Bayern Kaiser des Heiligen Römischen Reiches. Nach dessen Tod wurde Franz Stephan, der Mann der Habsburgerin Maria Theresia, zum Kaiser gewählt.